# Tabitha
Tabitha è una sitcom fantasy americana e uno spin off di Vita da strega trasmesso su ABC dal 10 settembre 1977 al 14 gennaio 1978. La serie aveva Lisa Hartman nel ruolo della protagonista Tabitha Stephens, la figlia strega di Samantha e Darrin Stephens che è stata introdotta in Vita da strega durante la sua seconda stagione.
Nella serie, Tabitha è interpretata come una giovane donna che lavora come assistente di produzione in una stazione televisiva e vive a Los Angeles. Il resto del cast include David Ankrum nel ruolo del fratello di Tabitha, Adam, con il quale lavora; Karen Morrow nel ruolo della zia di Tabitha e Adam, Minerva; Robert Urich come un egomaniacale ospite di talk show che è innamorato di Tabitha e Mel Stewart nei panni dell'irritabile ma amabile capo di Tabitha e Adam. A differenza di Vita da strega, che è stato un successo per la ABC e venne trasmesso per otto stagioni, Tabitha si rivelò un fallimento e venne cancellato dopo una sola stagione.

## Trama
Spin-off di Vita da Strega, questa serie presenta Tabitha, la figlia di Samantha e Darrin, unica strega alla guida di una Coccinella gialla. Al suo fianco suo fratello Adam, rispetto alla serie originale primogenito e semplice mortale, il quale cerca di convincerla a non usare la magia. Sua zia Minerva, arrivando dal nulla, dovrebbe essere l'equivalente di Endora e incoraggia Tabitha sulla sua strada.

## Personaggi

### Personaggi principali
- Tabitha Stephens (Lisa Hartman) è il personaggio principale; lei è la figlia di Samantha e Darrin Stephens e contrae il naso, proprio come fa sua madre, per invocare i suoi incantesimi magici.
- Adam Stephens (David Ankrum) è il fratello maggiore di Tabitha, sebbene originariamente fosse più giovane; è il figlio di Samantha e Darrin Stephens, è contrario al fatto che Tabitha usi la stregoneria (in domo molto simile a come lo era Darrin, il loro padre), e persuade Tabitha a non usare la sua magia.
- Zia Minerva (Karen Morrow) è la zia di Adamo e Tabitha che incoraggia Tabitha ad usare la sua magia; è la figura materna di Tabitha, al posto di Samantha e Endora.
- Paul Thurston (Robert Urich) è l'ospite egoista e un po' odioso del The Paul Thurston Show sulla stazione televisiva fittizia KXLA, dove Tabitha lavora come assistente di produzione; nonostante sia innamorato di Tabitha, questo fatto non gli impedisce di essere un donnaiolo.
- Marvin Decker (Mel Stewart) è il produttore del The Paul Thurston Show e l'irritabile ma adorabile capo di Tabitha alla KXLA.

### Guest stars
Diversi personaggi di Vita da strega sono apparsi in Tabitha. Nell'episodio "Tabitha's Weighty Problem", Bernard Fox riprende il ruolo del dottor Bombay, e lo fa di nuovo nell'ultimo episodio, "Tabitha's Party", in cui viene rivelato il nome del personaggio, "Hubert". Il sesto episodio, "The Arrival of Nancy", vede nel cast George Tobias e Sandra Gould nel ruolo di Abner e Gladys Kravitz. Dick Wilson, che ha interpretato "vari ubriachi" in Vita da strega, è apparso negli episodi "Halloween Show" e "Tabitha's Party". Mary Grace Canfield, che è apparsa in quattro episodi di Vita da strega nel ruolo di Harriet Kravitz, la sorella di Abner Kravitz, è apparsa nella serie interpretando però un altro personaggio. Altri guest stars della serie furono Werner Klemperer, Dack Rambo, Tracy Reed, Mary Wickes e Fred Willard.

## Produzione
Tabitha è nato come un episodio pilota che è stato trasmesso sulla ABC il 24 aprile 1976. L'episodio utilizzava la variante ortografica di Tabatha per il titolo ed era interpretato da Liberty Williams nel ruolo della protagonista. Bruce Kimmel interpretava il fratello, Adam Stephens. La differenza principale tra il pilota e la serie era che Adam era uno stregone nel pilota, ma fu reso mortale per la serie (rendendolo così la figura di disapprovazione come lo era stato Darrin). Nel primo pilota, Tabatha era un assistente editoriale per la rivista di finzione Trend, viveva a San Francisco e aveva un ragazzo di nome Cliff (Archie Hahn). Ha anche discusso con le buffonate soprannaturali di Adam. In una situazione molto simile a quella di "Giuro: sono una strega", l'episodio pilota di Vita da strega, Tabatha dice a Cliff che è una strega, il quale all'inizio non le crede, ma in seguito scopre che lei sta dicendo la verità. Inoltre, proprio come faceva sua madre quando usava i suoi poteri per deviare gli affetti indesiderati di Sheila Sommers, ex fidanzata di suo padre, Tabatha devia la rivale Dinah Nichols (Barbara Rhoades) dalla seduzione di Cliff.
Il primo pilota (diretto dal produttore/regista di Vita da strega William Asher) non vendette la serie. Venne così realizzato un secondo episodio pilota interpretato da Lisa Hartmanche interessò la ABC interessata che decise di acquistare la serie. Nella seconda versione, Hartman sostituì Liberty Williams con Tabitha Stephens, figlia di Samantha e Darrin. Tabitha è ora una strega di 20 anni che lavora come assistente di produzione alla stazione televisiva KXLA (che non dovrebbe essere confusa con la vera KXLA) a Los Angeles. A lavorare con lei è il suo ormai più grande e mortale fratello Adam (David Ankrum) che ammonisce il suo uso della stregoneria. La precedente non menzionata zia Minerva (Karen Morrow) compare spesso per incoraggiarla ad usare la sua stregoneria. Robert Urich è il capo di Tabitha e suo interesse romantico.
Il revisionato episodio pilota di Tabitha andò in onda sulla ABC il 7 maggio 1977.  La serie debuttò sul programma autunnale il 10 settembre 1977.
William Asher, che ha lavorato al primo episodio pilota, aveva poco a che fare con la seconda versione della serie. Mentre dirigeva alcuni episodi, vale a dire quelli che hanno come protagonisti Bernard Fox, George Tobias e Sandra Gould nei ruoli dei loro personaggi apparsi in Vita da strega, rimase comunque come consigliere.
Tabitha è stata prodotta dalla Ashmont Productions (la compagnia di proprietà di Elizabeth Montgomery e William Asher), e girato presso i The Burbank Studios di Burbank, California. È stata girata con una sola telecamera con una traccia di risata aggiunta.
La sigla della serie, "It Could Be Magic", è stata scritta da Jeff Barry ed interpretata da Lisa Hartman. Jack Elliott, Allyn Ferguson e Dick DeBenedictis hanno realizzato i temi strumentali per gli episodi pilota.

## Accoglienza e cancellazione
L'episodio pilota andò in onda a maggio del 1977, la prima stagione a partire dal 10 settembre di quell'anno, e il prossimo episodio non prima del 12 novembre. La serie finalmente andò in onda regolarmente da allora in poi, il sabato alle 20:00. Le classifiche erano inizialmente buone, ma iniziarono a scendere a metà della prima stagione. Nel gennaio 1978, la ABC spostò Tabithadal sabato sera al venerdì alle 20:00 (in genere noto come la Friday night death slot) dove i rating continuarono a scendere. La serie terminò la sua stagione all'81º posto su 104 programmi con un 14,8 Nielsen. Era il secondo programma con il punteggio più basso nel programma della rete. ABC ha annullato la serie poco dopo. Le repliche di ABC sono state trasmesse nell'agosto del 1978.

## Episodi
| Stagione       | Episodi | Prima TV originale | Prima TV Italia |
| -------------- | ------- | ------------------ | --------------- |
| Episodi pilota | 2       | 1976 e 1977        |                 |
| Stagione unica | 11      | 1977-1978          |                 |

## Discontinuità conVita da strega
La serie si svolge ai "nostri giorni" (fine anni '70) e questo non si concilia su come possa essere possibile che Tabitha e Adam siano dei ventenni quando sono stati visti bambini piccoli al tempo in cui Vita da strega terminò solo cinque anni prima. Tabitha nacque nel 1966 e avrebbe dovuto avere 11 anni nel 1977, un fatto che non avrebbe funzionato con il tema principale dello spettacolo sulla giovane donna che voleva farcela da sola. Sotto questo aspetto Tabitha era più simile a Mary Tyler Moore. Come pre-adolescente, Erin Murphy, che aveva interpretato Tabitha in Vita da strega, era troppo giovane per interpretare Tabitha adulta.
Un'altra discrepanza è il fatto che Adam sia ora il fratello maggiore mortale e non stregone di Tabitha. Nell'ultimo episodio di Tabitha, si celebra il venticinquesimo anniversario di matrimonio di Samantha e Darrin, anche se il loro matrimonio nell'episodio del 1964 di Vita da strega era avvenuto solo 14 anni prima.
Elizabeth Montgomery, che ha interpretato Samantha Stephens in Vita da strega, è stata invitata a riprendere il suo ruolo in Tabitha, ma rifiutò. Successivamente ha detto della serie:
"Prima di tutto, non ho visto lo show, ma ho sentito che lei [Lisa Hartman] non si è comportata come me. Ho continuato a ricevere posta da persone che erano indignate, dicendo: 'Dov'è Erin Murphy? Cosa diavolo sta succedendo?! Questa donna ha 25 anni...non ha alcun senso. "Stavo ricevendo posta da persone come se fosse colpa mia, anche se dicevo, 'Grazie a Dio non hai niente a che fare con questo.'[...] Si sentivano traditi. Pensavo: 'Come puoi essere tradito da un programma televisivo?' Ma erano furiosi, ho ricevuto quasi tutto quello che ho ricevuto mentre ricevevo altro, era molto divertente...andava dai bambini che lo odiavano con gli adulti che dicevano: "Questa è la cosa più stupida che abbia mai visto.'[...]"